# Château du Plessis (Fresnoy-le-Château)
Pour les articles homonymes, voir Château du Plessis.
Le château du Plessis est un château situé à Fresnoy-le-Château, en France.

## Localisation
Le château est situé sur la commune de Fresnoy-le-Château, dans le département français de l'Aube.

## Historique
L'édifice est inscrit au titre des monuments historiques en 2001.